# Vladimír Körner
Vladimír Körner (Prostějov, Checoslovaquia, 12 de octubre de 1939) es un novelista, dramaturgo y guionista checo.

## Biografía
Vladimír Körner pasó su niñez en Uhřičice u Kojetína y, tras morir su padre en 1945, vivió en Zábřeh na Moravě con su madre.
Se graduó en la Escuela Industrial de Cine de Čimelice y posteriormente (1963) estudió arte dramático en la Escuela de Cine y Televisión de la Academia de Artes Escénicas (FAMU) de Praga. 
Trabajó en los Estudios Barrandov, primero como editor de guiones y luego como guionista, actividad a la que se dedicó entre 1970 y 1991, habiendo escrito numerosos guiones tanto para el cine como para la televisión. A partir de 1991 ha consagrado su tiempo fundamentalmente a la literatura.
Es académico de la DAMU (Teatro de la Facultad de la Academia de las Artes en Praga).

## Obra
Körner debutó en la literatura con la novela corta Střepiny v trávě (1964), donde analiza las mentes deformadas —tanto de niños como de adultos— en los años de la posguerra.
Su posterior Slepé rameno (1965) se centra en las actividades de la resistencia durante la Segunda Guerra Mundial.
Adelheid, obra de 1967, fue muy bien recibida por la crítica; se ha considerado que representa de forma emblemática el «paisaje después de la batalla» en cuanto a las almas humanas, en este caso las de los checos «victoriosos» frente a las de los «derrotados» alemanes.
El carácter existencialista es muy significativo en una de sus trabajos más conocidos, Písečná kosa (1970), en donde el autor aborda los dilemas morales y, en un sentido más amplio, el significado de la existencia.
Otras obras relevantes de Körner son Údolí včel (1975) y Lékař umírajícího času (1984), novela histórica sobre Jan Jesenius y su destino tras la guerra de los Treinta Años.
En Anděl milosrdenství (1988, llevada al cine en 1993), el autor realiza una profunda descripción de la vida de la gente durante el transcurso de la Primera Guerra Mundial, mientras que la novela corta Život za podpis (1989) está enmarcada en el contexto de la guerra austro-prusiana.

## Estilo
Vladimír Körner es considerado una de las figuras más destacadas de la literatura checa en la segunda mitad del siglo pasado, siendo su contribución como novelista y como guionista equivalente.
A lo largo de su carrera, Körner siempre se ha sentido más cómodo cuando ha interpretado el llamado «presente».
Como escritor, ello comprende el mundo de su niñez, encuadrado en la Checoslovaquia del final la Segunda Guerra Mundial y de la posguerra, con todos los aspectos que guardan relación con dicha época, en particular las funestas consecuencias que aquellos acontecimientos tuvieron para la mente humana.
Las turbulentas relaciones entre checos y alemanes —en política e historia—, estuvieron vedadas en la literatura checa durante un largo período, con una visión nada objetiva de los acontecimientos que tuvieron lugar tras la contienda.
Los diversos obstáculos encontrados por Körner —como la censura o la falta de preparación de la sociedad para hacer frente a los dilemas morales de la posguerra—, le llevaron a escribir prosa histórica, género en el que se volcó a partir de la década de los 80.
En cuanto a la época estudiada, aunque en un principio Körner se sintió atraído por la Edad Media, más tarde su interés recayó por una parte en la época del Imperio Austro-Húngaro comprendida entre la Guerra con Prusia y la Primera Guerra Mundial, y, por otra, en la guerra de los Treinta Años.
No obstante, los textos de Körner constituyen novelas históricas de ficción, en las que cada aproximación histórica es, en última instancia, una aproximación a los problemas universales del destino humano.
El autor les imprime un carácter existencialista, muchas veces de forma explícita. Por ello, la obra de Körner ha sido asociada a la segunda ola de existencialismo literario en Europa, dirigida hacia los traumas producidos por la Guerra Mundial y hacia el miedo derivado de un holocausto nuclear.

## Obras

### Novelas
- Střepiny v trávě (1964)
- Slepé rameno (1965)
- Adelheid (1967)
- Písečná kosa (1970)
- Údolí včel, filmada en 1969, el libro es de 1975
- Zánik samoty Berhof (1973)
- Zrození horského pramene (1979)
- Lékař umírajícího času (1984)
- Post bellum 1866 (1986)
- Anděl milosrdenství (1988)
- Život za podpis (1989)
- Psí kůže (1992)
- Smrt svatý Vojtěch|svatého Vojtěcha (1993)
- Oklamaný (1994)
- Odváté novely (1995)

### Guiones de cine
- Deváté jméno (1963)
- Místenka bez návratu (1964)
- Údolí včel (1967)
- Adelheid (1969)
- Pověst o stříbrné jedli (1973)
- Sázka na třináctku (1977)
- Silnější než strach (1978)
- Cukrová bouda (1980)
- Zánik samoty Berhof (1983)
- Kukačka v temném lese (1984)
- Stín kapradiny (1985)
- Kainovo znamení (1989)
- Chodník cez Dunaj (1989)
- Svědek umírajícího času (1990)
- Anděl milosrdenství (1994)
- Pramen života: Der Lebensborn (2000)
- Krev zmizelého (2005)